# Güttingen
Güttingen je obec ve Švýcarsku v kantonu Thurgau. Území obce leží na břehu Bodamského jezera.
V roce 2011 zde žilo 1 461 obyvatel.

## Geografie
Sousední obce: Langrickenbach, Altnau, Kesswil a Sommeri.

## Historie
Vesnice je poprvé zmiňována v roce 799 pod jménem Cutaningin. V roce 883 připsal císař Karel III. Tlustý Güttingen opatství svatého Havla. V roce 1804 byl Güttingen přiřazen do kantonu Thurgau.